# Avistamiento de luces de 1492

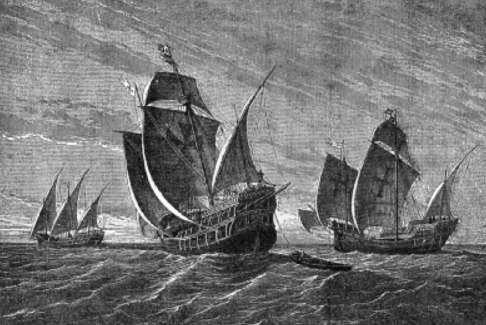
La Santa María, la Pinta y la Niña.

El avistamiento de luces de 1492 hace referencia a un episodio ocurrido el 11 de octubre de 1492, horas antes de que la expedición de Cristóbal Colón llegara a las costas de la isla caribeña de Guanahani y se produjera el Descubrimiento de América. Las luces fueron vistas por los miembros de la tripulación de La Pinta, que se encontraba más adelantada, así como los de la capitana Santa María y, posiblemente, también por los de La Niña. Este episodio fue reportado en el diario que el propio Colón llevaba, así como en La vida del almirante, obra que publicaría años más tarde su hijo, Hernando Colón.
El episodio, descrito en el diario, relata lo siguiente:

Después del sol puesto, navegó a su primer camino, al oeste. Andarían dos millas cada hora, y hasta dos horas después de medianoche andarían 90 millas, que son 22 leguas y media. Puesto que el almirante a las 10 de la noche, estando en el castillo de popa, vio lumbre, aunque, como fue cosa tan cerrada, que no quiso afirmar que fuese tierra, pero llamó a Pedro Gutiérrez, repostero de estrados del rey, diciéndole que parecía lumbre, que mirase él, y así lo hizo y la vio. Diciéndole también a Rodrigo Sánchez de Segovia, que el rey y la reina enviaban en él por veedor, el cual no vio nada porque no estaban en un lugar donde pudiese ver. Después que el almirante lo dijo, se vio una vez o dos, y era como una candelilla de cera que se alzaba y levantaba, lo cual a pocos pareciera ser indicio de tierra, pero el almirante tuvo por cierto estar junto a la tierra.
Diario de a bordo del primer viaje de Cristóbal Colón

Se calculó que las doce leguas que la tripulación había recorrido desde las 10 de la noche, con la distancia de las dos leguas fuera de la tierra, corresponden esencialmente a la distancia y la ubicación de Guanahani. Como tal, se presumió que la luz estaba en la isla de San Salvador, lo que fue pensado por Colón. A juzgar por la velocidad de las naves, proporcionada en el diario de a bordo, investigadores posteriores como L. T. Gould suponen que la luz "debe haber estado a unas 35 millas más o menos al este de la tierra, y bien a barlovento".

## Explicaciones propuestas

### Origen artificial
Bartolomé de las Casas ofreció una explicación temprana, quien escribió: 

Creo que esto es que los indios de noche en todas estas islas, ya que son templados sin ningún tipo de frío, salen o solían salir de sus casas de paja. Llame a los bohíos por la noche para cumplir con sus necesidades naturales y tome en sus manos una marca de fuego, o una pequeña antorcha, o una grieta de pino u otra madera muy seca y resinosa que arde como una antorcha, cuando es de noche, y con la que guiarse nuevamente, y de la manera en que se podía ver la luz que Cristóbal Colón y los demás vieron la luz tres o cuatro veces.

Esta versión fue apoyada por el militar e historiador estadounidense Samuel Eliot Morison, a pesar del hecho de que tendía a socavar su desembarco preferido en la isla de San Salvador. Otros han avanzado la hipótesis de que la luz podría haber sido un nativo que pescaba en una canoa por la noche, pero los vientos muy fuertes implican que habría sido bastante improbable.
Estos problemas han llevado a la conclusión de algunos de que la luz no estaba en Guanahani, la isla del primer desembarco, sino en otra isla, más oriental.

### Bioluminescencia
Se ha propuesto que la luz fue causada por protozoos bioluminiscentes en las rocas del Banco de Pañuelo Blanco, un banco oceánico ubicado entre República Dominicana y las Islas Turcas y Caicos. Sin embargo, esta teoría es improbable debido a la naturaleza de la "vela de cera pequeña" de la luz, lo que sugiere una fuente puntual. Una sola hembra de los poliquetos Odontosyllis enopla puede tener períodos cortos separados de brillo excesivo y menor, tal vez explicando una exhibición en forma de vela. Pero investigaciones posteriores han demostrado que la actividad bioluminiscente de Odontosyllis se limita a unos pocos días después de la luna llena, lo que descartaría esa explicación porque la Luna estaba cerca de su episodio creciente aquella noche.

### Fenómeno OVNI
Otras investigaciones, si bien polémicas o no refrendadas por estudios científicos, han postulado que dichas luces no fuesen luces en tierra producto de una hoguera fortuita en la costa. Más bien, se piensa que Cristóbal Colón y su tripulación fueron testigos de una presencia OVNI. A 80 kilómetros de las posibles costas era imposible poder vislumbrar ninguna luz, más teniendo en cuenta su altitud, ya que las cotas de Guanahani apenas podían superar los 50 metros de altura. Las publicaciones realizadas por Juan José Benítez, periodista, o Manuel Audije, oficial de la Armada Española, han llegado a contemplar dicha posibilidad.
Dicha teoría busca asentarse con otra entrada anterior del Diario de Colón, concretamente la del 15 de septiembre, y por copia de Bartolomé de las Casas, que decía:

Navegó aquel día con su noche 27 leguas su camino al Oeste y algunas más. Y en esta noche al principio, vieron caer del cielo un maravilloso ramo de fuego en la mar, lejos de ellos 4 ó 5 leguas.

Bajo la teoría OVNI, la propuesta es que antes del episodio de la llegada al Descubrimiento de América, la tripulación había sido testigo de un episodio de un encuentro paranormal en la zona del mar de los Sargazos, antes de desviarse de su rumbo hacia el Sur. A las posibilidades de un cometa o asteroide que surcara el cielo y cayera en el océano, estos investigadores abogan porque dicho "ramo de fuego" pudiera ser un osni.